# Bowie (Maryland)
Bowie es una ciudad estadounidense ubicada en el condado de Prince George, Maryland. En 2000, la ciudad tenía 50.269 habitantes, lo que la hace la municipalidad más grande del condado.

## Historia

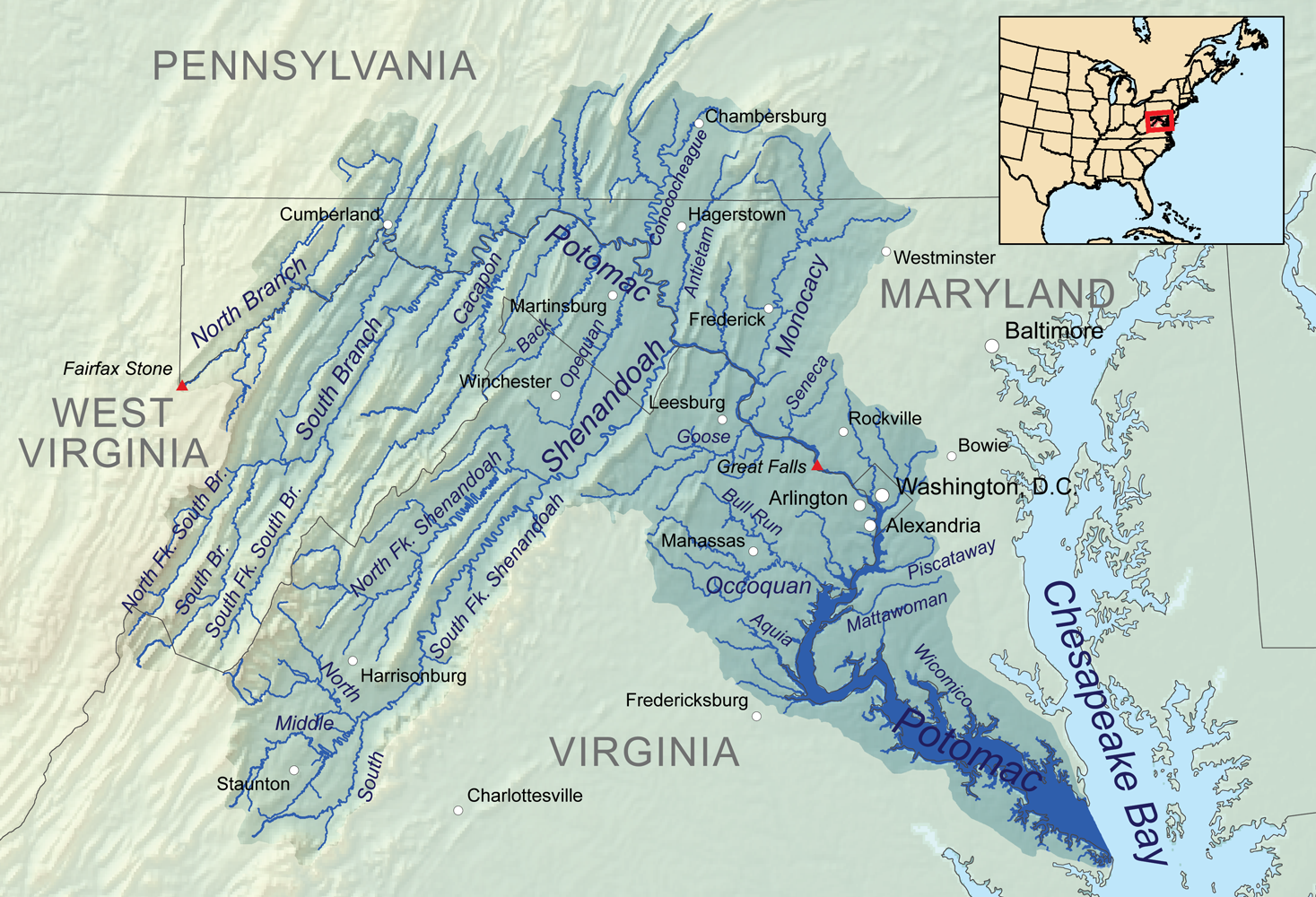
Mapa del río Potomac en el que aparece Bowie, a la derecha

Bowie debe su existencia al ferrocarril. En 1853, William D. Bowie obtuvo la concesión para construir una línea de trenes hacia el sur de Maryland. En 1869 la Compañía de ferrocarriles de Baltimore y Potomac inició la construcción de la línea de tres entre Baltimore y el sur de Maryland. Hacia 1872, fue completada con una derivación hacia Washington D. C. El resto de la línea fue completada en 1873.
Anteriormente al ferrocarril, en la región había granjas esparcidas y grandes plantaciones de tabaco en una economía basada en la agricultura y la esclavitud. Bowie creció a partir de una pequeña parada de tren para convertirse en la municipalidad más poblada del Condado de Prince George. Hacia 1902 la Compañía de ferrocarriles de Baltimore y Potomac fue adquirida por Ferrocarriles de Pennsylvania. En 1916, Bowie fue incorporada como pueblo. Con el desarrollo en 1957 de una comunidad residencial llamada Belair at Bowie Bowie fue reclasificada como ciudad en 1963.
En Belair Estate se encuentra Belair Mansion la hermosa mansión de una plantación que data de cerca de 1745 forma parte del Registro estadounidense de lugares históricos.

## Demografía
Según el censo de 2000, la ciudad cuenta con 50.269 habitantes, 18.188 hogares y 13.568 familias residentes. La densidad de población es de 1.205,5 hab/km² (3.121,9 hab/mi²). Hay 18.718 unidades habitacionales con una densidad promedio de 448,9 u.a./km² (1.162,5 u.a./mi²). La composición racial de la población de la ciudad es 62,65% Blanca, 30,83% Afroamericana, 0,30% Nativa americana, 2,95% Asiática, 0,03% De las islas del Pacífico, 0,93% de Otros orígenes y 2,30% de dos o más razas. El 2,92% de la población es de origen Hispano o Latino cualquiera sea su raza de origen.
De los 18.188 hogares, en el 37,7% de ellos viven menores de edad, 60,0% están formados por parejas casadas que viven juntas, 11,0% son llevados por una mujer sin esposo presente y 25,4% no son familias. El 19,7% de todos los hogares están formados por una sola persona y 5,2% de ellos incluyen a una persona de más de 65 años. El promedio de habitantes por hogar es de 2,74 y el tamaño promedio de las familias es de 3,16 personas.
El 26,9% de la población de la ciudad tiene menos de 18 años, el 5,7% tiene entre 18 y 24 años, el 34,9% tiene entre 25 y 44 años, el 23,0% tiene entre 45 y 64 años y el 9,4% tiene más de 65 años de edad. La mediana de la edad es de 36 años. Por cada 100 mujeres hay 91,5 hombres y por cada 100 mujeres de más de 18 años hay 87,3 hombres.
La renta media de un hogar de la ciudad es de $76.778, y la renta media de una familia es de $82.403. Los hombres ganan en promedio $52.284 contra $40.471 por las mujeres. La renta per cápita en la ciudad es de $30.703. 1,6% de la población y 0,7% de las familias tienen rentas por debajo del nivel de pobreza. De la población total bajo el nivel de pobreza, el 1,0% son menores de 18 y el 1,8% son mayores de 65 años.
- Datos: Q755142
- Multimedia: Bowie, Maryland / Q755142